# Ocquerre
Ocquerre är en kommun i departementet Seine-et-Marne i regionen Île-de-France i norra Frankrike. Kommunen ligger i kantonen Lizy-sur-Ourcq som tillhör arrondissementet Meaux. År 2022 hade Ocquerre 376 invånare.

## Befolkningsutveckling
Antalet invånare i kommunen Ocquerre
| Referens: INSEE |